# Ukraiinka, Bobrovîțea
Ukraiinka (în ucraineană Українка) este un sat în comuna Havrîlivka din raionul Bobrovîțea, regiunea Cernihiv, Ucraina.

## Demografie
Componența lingvistică a localității Ukraiinka
     Ucraineană (100%)
Conform recensământului din 2001, toată populația localității Ukraiinka era vorbitoare de ucraineană (100%).